# كولين ميلر
كولين ميلر (بالإنجليزية: Colleen Miller)‏ هي ممثلة أمريكية، ولدت في 10 نوفمبر 1932 في الولايات المتحدة.

## وصلات خارجية
- كولين ميلر على موقع IMDb (الإنجليزية)
- كولين ميلر على موقع قاعدة بيانات الفيلم (الإنجليزية)